# Pierre Dufault
Pour les articles homonymes, voir Dufault.
Pierre Dufault, né le 5 novembre 1934, est un journaliste sportif canadien.

## Biographie
Pierre Dufault est né et a grandi dans la basse-ville d'Ottawa. Il commence sa carrière médiatique en travaillant quelques mois au quotidien Le Droit, à l'âge de 17 ans. Trois ans plus tard, en 1955, il est engagé à CKCH, une station radio de Hull dirigée par les frères Oblats, où il est successivement reporter, animateur puis réalisateur. À cette époque, il couvrait déjà le football canadien, en particulier les Rough Riders d'Ottawa. Il s'est joint à Radio-Canada en 1964, travaillant à la station de télévision CBOFT jusqu'en 1972. Cette même année, il entre au Service des sports du réseau français de télévision de Radio-Canada, et il a été le descripteur des matchs de la Ligue canadienne de football de 1973 à 1988. Il a également couvert de nombreuses compétitions d'envergure, travaillant à la radio pour les Jeux olympiques de Munich (1972), de Sapporo (1972), d'Innsbruck (1976) et de Lake Placid (1980), et pour la télévision à ceux de Montréal (1976), Los Angeles (1984), Séoul (1988), Albertville (1992), Atlanta (1996) et Nagano (1998). Il a également participé à la description des Jeux du Commonwealth de 1974 à 1994.
À Munich, il dit avoir été le premier reporter sur les lieux de la prise d'otage des athlètes israéliens.
Il a été le présentateur du bulletin de nouvelles sportives en soirée de 1993 à 1996, livrant son dernier bulletin le 30 décembre. Il a pris sa retraite en 1996.
Sa diction a été parodiée par le groupe humoristique Rock et Belles Oreilles.

## Famille
Pierre Dufault est le neveu de Will James, nom de plume d'Ernest Dufault, artiste et écrivain ayant fait carrière dans l'Ouest américain. Il a également des liens de parenté avec la chanteuse Luce Dufault.

## Honneurs
En 2001, Pierre Dufault a été intronisé au Temple de la renommée du football canadien, en reconnaissance de ses nombreuses années comme commentateur, de sa présidence de la Football Reporters of Canada en 1984 et de ses nombreuses animations des soirées de remise des trophées de la Ligue canadienne de football.